# Frederick McCarthy (Anthropologe)
Frederick David McCarthy (* 13. August 1905 in Petersham, New South Wales, Australien; † 18. November 1997) war ein australischer Anthropologe, der sich vor allem mit der Kultur der Aborigines befasste.

## Frühes Leben
Sein Vater kam aus Liverpool in Großbritannien und seine Mutter aus Glasgow. Im Alter von 14 Jahren wurde er 1920 als Schreiner am Australian Museum in Sydney angestellt. Kurz darauf erhielt er ein Angebot als Bibliothekar in der Museumsbibliothek zu arbeiten. Ab 1930 arbeitete er an der Abteilung für Vogel- und Reptilienkunde. 1932 wurde ihm die Position of Assistenz-Kurators für Ethnologie angeboten. Im Jahr 1933 schrieb er sich an der Sydney University im Studienfach Anthropologie ein. Nach Beendigung des Studiums wurden McCarthy und Elsie Bramell, die mit ihm gemeinsam studierte und ihn 1940 heiratete, die ersten ausgebildeten Anthropologen bzw. Archäologen, die am Australian Museum tätig waren.

## Wissenschaftler
1941 wurde er zum Kurator der anthropologischen Sammlung des Australian Museums ernannt. 1948 nahm McCarthy an der American-Australian Scientific Expedition to Arnhem Land im Northern Territory teil, die von Charles Mountford durchgeführt wurde. 1964 wurde er zum Foundation Principal of the Australian Institute of Aboriginal Studies, dem späteren Australian Institute of Aboriginal and Torres Strait Islander Studies (AIATSIS).
Frederick McCarthy veröffentlichte mehr als 300 wissenschaftliche Artikel und Monographien.
Im Jahr 1938 brachte er die erste von acht Publikationen Australian Aboriginal decorative art und 1946 mit Bramell und Herbert V. Noone The stone implements of Australia heraus. 1957 publizierte er sein Werk Australia’s Aborigines: their life and culture, die erste allgemeine wissenschaftliche Publikation zu diesem Thema. Nachdem er 1958 die Kunst der Aborigines im Nordwesten Australiens und die Felsgravuren im zentral gelegenen Westen von New South Wales studiert hatte, publizierte er die erste von vier Herausgaben der Australian Aboriginal rock art. 1961 beschrieb er 43 Tanzdramen der Aborigines und sammelte Skulpturen, die heute Teil des National Museum of Australia sind. In seinem Werk Artists of the sandstone beschrieb er die Ethnographie der Aborigines in der Sydneyregion.